# Garypus armeniacus
Garypus armeniacus är en spindeldjursart som beskrevs av Vladimir V. Redikorzev 1926. Garypus armeniacus ingår i släktet Garypus och familjen gammelekklokrypare. Inga underarter finns listade i Catalogue of Life.